# Eurytoma rufipes
Eurytoma rufipes är en stekelart som beskrevs av Walker 1832. Eurytoma rufipes ingår i släktet Eurytoma och familjen kragglanssteklar.
Artens utbredningsområde är:
- Österrike.
- Tjeckien.
- Finland.
- Frankrike.
- Tyskland.
- Ungern.
- Italien.
- Polen.
- Spanien.
- Sverige.
- Schweiz.

Arten är reproducerande i Sverige. Inga underarter finns listade i Catalogue of Life.